# Skarsåsfjället
Skarsåsfjället este o arie protejată (arie specială de conservare — SAC, sit de importanță comunitară — SCI) din Suedia întinsă pe o suprafață de 2.292,9 ha, integral pe uscat.

## Localizare
Centrul sitului Skarsåsfjället este situat la coordonatele 61°20′38″N 12°53′30″E / 61.3439°N 12.8918°E.

## Înființare
Situl Skarsåsfjället a fost declarat sit de importanță comunitară în decembrie 1998 pentru a proteja un număr necunoscut de specii din flora spontană și fauna sălbatică aflate în arealul zonei. Situl a fost protejat și ca arie specială de conservare în decembrie 2009.

## Biodiversitate
Situată în ecoregiunile alpină și boreală, aria protejată conține 3 habitate naturale: Păduri nordice subalpine/subarctice cu Betula pubescens ssp. czerepanovii, Taiga vestică, Pajiști alpine și boreale.
La baza desemnării sitului se află un număr nedeclarat de specii protejate.